# Onra
Арно́ Берна́р (фр. Arnaud Antoine Rene Bernard; 15 мая 1981), более известный как Onra (рус. О́нра) — французский битмэйкер и продюсер. Начиная с 2006 года он выпустил несколько альбомов и EP, однако известность принёс ему альбом Chinoiseries, написанный с использованием сэмплов вьетнамской музыки и выпущенный в 2007 году. В 2010 году он выпустил альбом Long Distance, получивший признание музыкальных критиков. В 2011 году он выпустил вторую часть азиатской серии, Chinoiseries Pt.2. В 2015 году он выпустил свой шестой сольный альбом, Fundamentals. Помимо сольных альбомов, он выпустил ряд EP, а также совместный с Buddy Sativa джазовый альбом Yatha Bhuta Jazz Combo.
Журнал Fact называет Онру «одним из лучших французских хип-хоп исполнителей новой школы», а журнал Complex — «невероятно уважаемой фигурой в хип-хопе».

## Биография
Арно Бернар родился 15 мая 1981 года в немецком городе Трир. Его отец был вьетнамцем, а мать — француженкой. В возрасте трёх лет он переехал во Францию. Юность он провёл между Францией и Кот-д’Ивуаром, который его мать была вынуждена покинуть из-за политического режима. Учась в школе, он любил точные науки, в частности, математику. В 2001 году он переехал в Париж.
В возрасте десяти лет Onra вместе с братом начали слушать хип-хоп, который потом он продолжал слушать на протяжении всей жизни. В числе его любимых исполнителей были дуэт OutKast и группа Slum Village, которую он полюбил из-за инструменталов, автором которых был J Dilla. В возрасте 20 лет он начал интересоваться семплами, использовавшимися хип-хоп продюсерами. Так он начал слушать различные жанры музыки, а позже и сам увлёкся созданием музыки. В 2003 году он приобрёл семплер Akai MPC1000, что позволило ему начать создавать музыку профессионально.
В 2006 году Onra окончил университет по специальности «маркетинг». По его словам, он выбрал данную специальность поскольку не был уверен, что у него получится стать музыкантом, но из-за большой любви к музыке он всё равно хотел связать свою жизнь с ней, поэтому он планировал открыть свой лейбл. В том же году Onra выпускает дебютный сольный альбом Tribute, а позже отправляется со своей девушкой во Вьетнам, где он сразу начал собирать пластинки с записями вьетнамских исполнителей. В 2007 году он выпускает второй альбом, Chinoiseries (в переводе с фр. — «шинуазри»), созданный на основе собранных во Вьетнаме записей. Сам музыкант утверждает, что альбом «на 90 % китайская музыка, хоть и куплена во Вьетнаме» и что он не считал данный альбом чем-то серьёзным, планируя сделать его своим последним альбомом. Альбом стал популярен во многом благодаря сайту Myspace, куда Onra выложил его. Chinoiseries был хорошо принят критиками и стал самым известным альбомом музыканта. Журнал The Source назвал его «шедевральным трибьютом китайской и вьетнамской музыке 60-х и 70-х, обязательным к прослушиванию». Трек «The Anthem» с данного альбома использовался в рекламе Coca-Cola во время олимпиады в Пекине 2008 года. В 2008 году музыкант участвовал в фестивале Red Bull Music Academy, вместе с которым он позже принял участие в концертах в Париже, Барселоне, Нью-Йорке и Монреале.
В 2009 году он выпустил третий альбом, 1.0.8. Через год, в 2010 году, он выпустил четвёртый альбом под названием Long Distance. Это был первый релиз на новом для него лейбле All City Records, с которым он позже продолжит работу. Альбом записан с использованием семплов поп-музыки и буги 80-х годов. Среди приглашённых музыкантов на альбоме были Olivier Daysoul, Buddy Sativa, Reggie B, Walter Mecca и T3 из группы Slum Village. Альбом получил положительные отзывы; журнал Pitchfork назвал его «прорывным». После выпуска альбома музыкант отправился в 18-месячное мировое турне, в коротких перерывах которого он выпустил пятый альбом, продолжение азиатской серии, Chinoiseries Pt.2. Альбом получил смешанные отзывы критиков. Pitchfork назвал его скучным, однако отметил, что это отчасти из-за ожидания продолжения Long Distance. Журнал Fact был более благосклонен, назвав альбом усовершенствованной версией Chinoiseries, а самого музыканта — «одним из лучших французских хип-хоп исполнителей новой школы». После выпуска альбома Onra заявил, что на данный момент он закончил с восточной музыкой.
В 2012 году он выпустил EP Deep In The Night. Он был выпущен на лейбле Fool’s Gold и состоял из пяти композиций, созданных с использованием R&B семплов 80-х годов. В 2013 году он выпустил альбом Yatha Bhuta Jazz Combo, совместный спиричуэл-джазовый проект в составе одноимённого дуэта с другим французским продюсером, Buddy Sativa.
В 2015 году Onra выпустил шестой сольный альбом, названный Fundamentals (в переводе с англ. — «основы»). Он полностью записан без использования компьютера и является трибьютом к хип-хопу 90-х годов, который музыкант слушал, будучи подростком. Среди приглашённых музыкантов на альбоме были Chuck Inglish из дуэта The Cool Kids, Daz Dillinger из дуэта Tha Dogg Pound, Oliver Daysoul, Suzi Analogue и Black Milk. Альбом был достаточно тепло принят критиками. Pitchfork назвал его «лучшим альбомом музыканта или, по крайней мере, самым весёлым». The Source поместил альбом в список пяти лучших европейских альбомов 2015 года и отметил, что альбом «показывает умение Онры разрушать границы хип-хопа».
В январе 2016 года Onra заявил в интервью, что закончил работу над третьей частью трилогии Chinoiseries. Также планировалось провести лекцию для проекта Red Bull Music Academy, но её пришлось перенести из-за проблем со здоровьем музыканта.

## Дискография

### Сольные альбомы
- 2006: Tribute (Bo Bun Records)
- 2007: Chinoiseries (Favorite Recordings, Label Rouge Prod, Bo Bun Records)
- 2009: 1.0.8 (Favorite Recordings, Bo Bun Records)
- 2010: Long Distance (All City Records)
- 2011: Chinoiseries Pt.2 (All City Records)
- 2015: Fundamentals (All City Dublin)
- 2017: Chinoiseries Pt.3
- 2018: Nobody Has To Know

### Совместные альбомы
- 2013: Yatha Bhuta Jazz Combo (совместно с Buddy Sativa) (All City Records)

### Синглы и EP
- 2007: Tribute EP (совместно с Quetzal) (Bo Bun Records)
- 2007: The Big Payback (Just Like Vibes)
- 2008: Tribute EP II (Favorite Recordings)
- 2008: My Comet / Shhhhhhh (All City Records)
- 2009: Chinoiseries (Favorite Recordings)
- 2010: The One (All City Records)
- 2010: Long Distance EP (All City Records)
- 2011: Edits (All City Records)
- 2012: Deep In The Night (Fool’s Gold)
- 2015: «Over & Over» (совместно с Do or Die[англ.] и Johnny P) (All City Records)